# Gottschea crinita
Gottschea crinita là một loài rêu tản trong họ Schistochilaceae. Loài này được (Grolle) Grolle & Zijlstra miêu tả khoa học lần đầu tiên năm 1984.